# Alfonso Chicherio-Sereni
Alfonso Chicherio-Sereni (* 19. September 1859 in Bellinzona; † 26. Dezember 1918 ebenda) war ein Schweizer Bankier und Politiker (CVP).

## Leben

### Familie
Alfonso Chicherio-Sereni entstammte einem Zweig der Familie Chicherio, die im 16. Jahrhundert in Bellinzona ansässig wurde, und war der Sohn des Apothekers Giovanni Chicherio-Sereni.
Er war ab dem 29. Mai 1893 mit Annita (geb. Barera) verheiratet.
Alfonso Chicherio-Sereni verstarb an der Spanischen Grippe.

### Werdegang
Alfonso Chicherio-Sereni besuchte die technische Abteilung des Kollegiums St. Anna von Roveredo und das Gymnasium in Lugano.
Von 1891 bis 1914 leitete er die Agentur der Banca Credito Ticinese in Bellinzona, die 1914 in Konkurs ging, und war von 1914 bis zu seinem Tod Börsen- und Wertschriftenhändler.
1910 wurde er Präsident der Kaufmännischen Gesellschaft in Bellinzona und unterstützte die Schaffung einer Handelskammer im Kanton Tessin.
Er war Mitglied des Verwaltungsrats der Keramikfabrik Sementina, der Bierfabrik und der kantonalen landwirtschaftlichen Genossenschaft.
In der Schweizer Armee führte er seit 1906 den Dienstgrad eines Oberstleutnants der Infanterie.

### Politisches Wirken
Alfonso Chicherio-Sereni gehörte als Vertreter der Konservativen 1892 dem Verfassungsrat des Kantons Tessin an.
Von 1893 bis 1917 war er Grossrat und vom 7. Juni 1915 bis zu seinem Tod Nationalrat.
Er war Präsident des Gemeinderats von Bellinzona und Vizepräsident der Zentralkommission für die Korrektion und Eindämmung des Flusses Tessin sowie Mitglied des Verwaltungsrats der Irrenanstalt des Kantons Tessin.

## Mitgliedschaften
Ab 1910 war Alfonso Chicherio-Sereni Mitglied der Società Demopedeutica (Verein für Volkserziehung).